# Каприн, Дмитрий Александрович
Дмитрий Александрович Ка́прин (род. 4 декабря 1977, Нижний Новгород (бывш. Горький), СССР) — пианист, лауреат международных конкурсов, профессор  Московской консерватории.

## Биография
Дмитрий родился 4 декабря 1977 года в городе Горький (Нижний Новгород) в семье рабочего. В 14 лет занял второе место на международном конкурсе среди пианистов в Чешской Республике.
В 1995 году окончил Центральную музыкальную школу в классе Александра Бакулова. В этом же году Дмитрий Каприн стал лауреатом I Международного конкурса пианистов им. А. Н. Скрябина (II премия). А также ему присуждается специальная премия имени Генриха и Станислава Нейгаузов, учреждённая «РИА Новости».
Поступил в Московскую консерваторию, которую окончил в 2000 году. В 1998 году, будучи студентом, становится лауреатом IX Международного конкурса пианистом имени Хосе Итурби в Валенсии. В 2002 году окончил ассистентуру-стажировку под руководством Элисо Вирсаладзе. Продолжил обучение в аспирантуре, с 2002 по 2003 год, на классе Александра Михайловича Меркулова, по специальности «музыкальное искусство».
По окончании, становится доцентом кафедры камерного ансамбля и квартета Московской консерватории. С 2008 работает ассистентом профессора Вирсаладзе.
В 2018 году со скрипачкой Анной Соколовой дали мастер-классы.

## Личная жизнь
Женат на арфистке Елизавете Лидовой. Есть ребёнок.

## Критика
Юрий Данилин, обозреватель «Литературной газеты», назвал игру Каприна «доцентовской», очень правильной, но безликой.
Евгений Эпштейн, обозреватель газеты «Культура», назвал Дмитрия «виртуозом, технические проблемы он преодолевал с завидной легкостью, и рояль у него пел». Но, на взгляд критика, у Дмитрия не хватает «порой звуковой мощи в аккордовой фактуре, что не позволило ему прорезать оркестр».

## Награды
- 2-е место на международном фортепианном конкурсе в Чешской Республике (1992)

- Лауреат I Международного конкурса пианистов имени А. Н. Скрябина (II премия, 1995)
- Лауреат XI Международного конкурса пианистов имени Хосе Итурби в Валенсии (Испания, III премия, 1998)
- Лауреат Международного конкурса пианистов в Глазго (Великобритания, IV премия, 2004)

## Фестивали
- 1997 — Фестиваль, посвященный 125-летию со дня рождения Александра Скрябина[16]
- 1998 — Одиннадцатый конкурс имени Чайковского[17]
- 2002 — Двенадцатый конкурс имени Чайковского
- 2015 — «Элисо Вирсаладзе представляет»[11][18]
- 2015 — «Рождество в филармонии»[19][20]
- 2017 — «Элисо Вирсаладзе представляет»[21]
- 2018 — «Борислав Струлёв и друзья»[22]
- 2019 — «Элисо Вирсаладзе представляет»[23]